# Seznam evroposlancev iz Finske (2004–2009)
Seznam evroposlancev iz Finske v mandatu 2004-2009.

## Seznam
- Satu Hassi, Zelena liga (Skupina Zelenih-Evropska svobodna zveza)
- Ville Itälä (Evropska ljudska stranka - Evropski demokrati)
- Anneli Jäätteenmäki (Skupina zavezništva liberalcev in demokratov za Evropo)
- Piia-Noora Kauppi (Evropska ljudska stranka - Evropski demokrati)
- Eija-Riitta Korhola (Evropska ljudska stranka - Evropski demokrati)
- Henrik Lax (Skupina zavezništva liberalcev in demokratov za Evropo)
- Lasse Lehtinen, Socialna demokratična stranka Finske (Stranka evropskih socialistov)
- Riitta Myller, Socialna demokratična stranka Finske (Stranka evropskih socialistov)
- Reino Paasilinna, Socialna demokratična stranka Finske (Stranka evropskih socialistov)
- Esko Seppänen (Evropska združena levica – Zelena nordijska levica)
- Alexander Stubb (Evropska ljudska stranka - Evropski demokrati)
- Hannu Takkula (Skupina zavezništva liberalcev in demokratov za Evropo)
- Paavo Väyrynen (Skupina zavezništva liberalcev in demokratov za Evropo)
- Kyösti Virrankoski (Skupina zavezništva liberalcev in demokratov za Evropo)